# Футбол в Ізраїлі

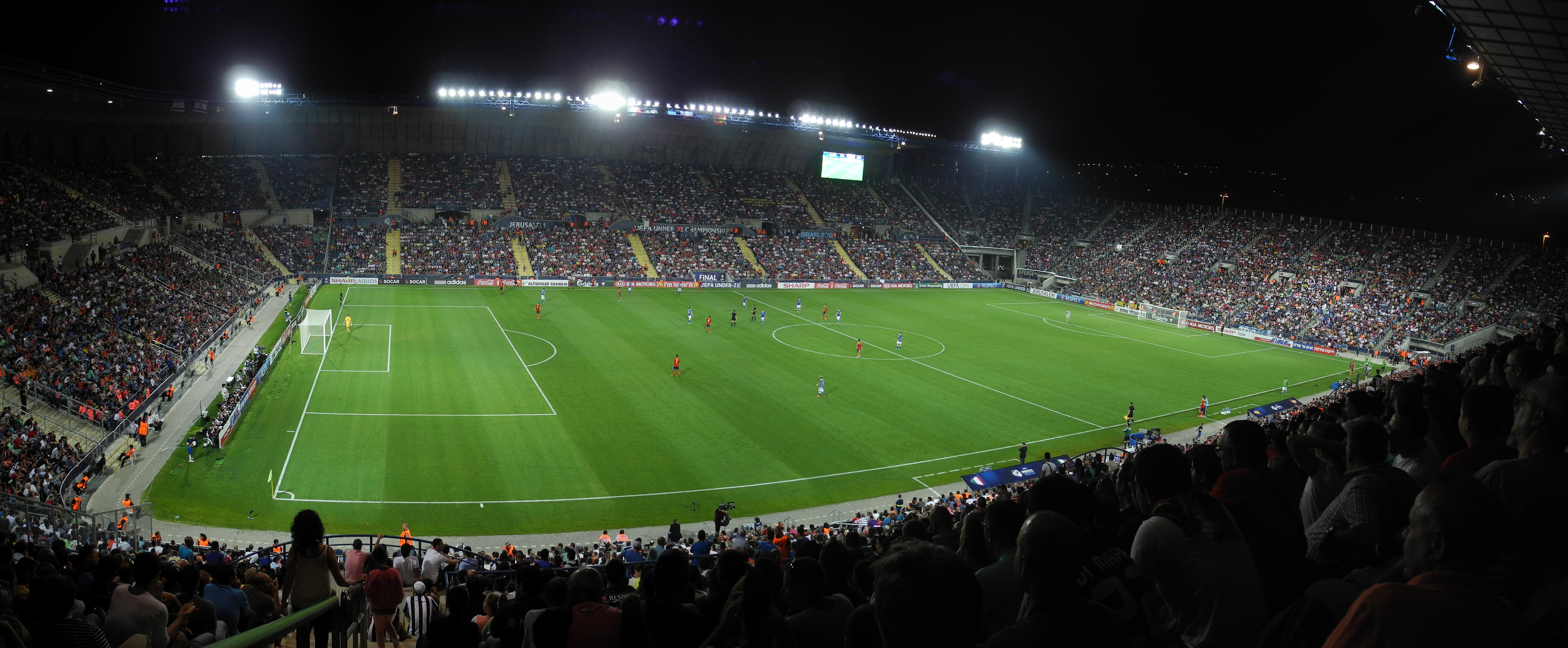
Стадіон «Тедді» в Єрусалимі

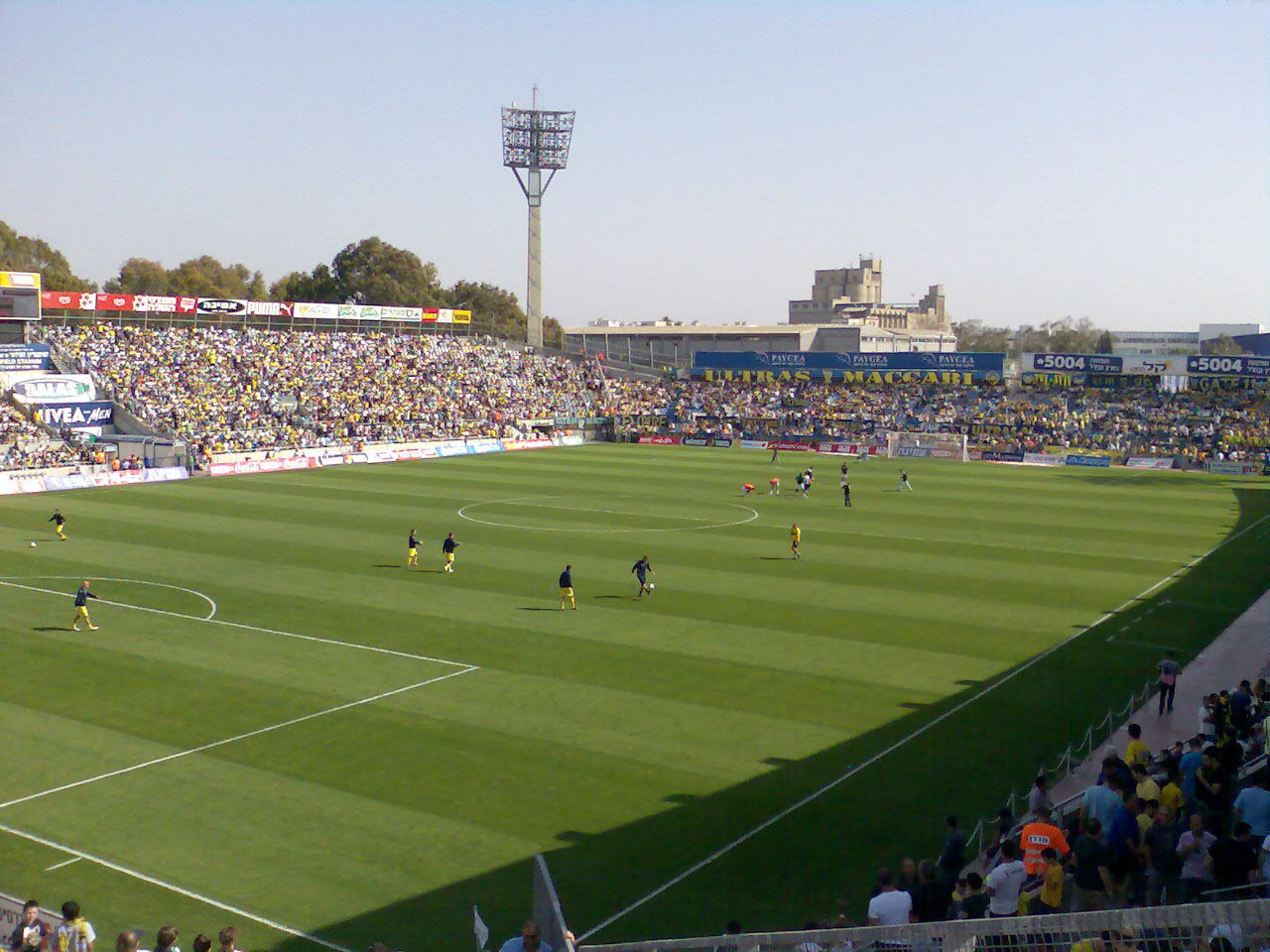
Стадіон «Блумфілд» у Яффі, домашній стадіон клубів «Бней-Йєгуда», «Хапоель» і «Маккабі»

Футбол в Ізраїлі (івр. כַּדוּרֶגֶל, Кадуре́ґель; «ножний м'яч») — найпопулярніший вид спорту в Ізраїлі. Він потрапив в країну під час Британського мандата в Палестині.
Футболом управляє Ізраїльська футбольна асоціація, яка вступила в АФК в 1954 році і виключена звідти в 1974 році після масового бойкоту з боку арабських країн. Ізраїль виступав в різних зонах (ОФК, УЄФА і КОНМЕБОЛ), намагаючись потрапити на чемпіонат світу, однак безуспішно. У 1992 році Ізраїль став асоційованим членом УЄФА, повноправним членом з 1994 року, що дозволяє йому змагатися в Лізі чемпіонів УЄФА, Лізі Європи УЄФА, матчах чемпіонату Європи, відбіркових іграх на чемпіонат світу у зоні УЄФА і Лізі націй УЄФА. Ізраїльська футбольна асоціація керує діями професійних, напівпрофесійних та аматорських клубів країни.

## Система ліг
В Ізраїлі налічується п'ять рівнів і 16 різних дивізіонів, між якими діє система вибування і підвищення в класі, що теоретично дозволяє піднятися на вищий дивізіон за чотири сезони з нижчої позиції.

### Структура
- Прем'єр-Ліга Ізраїлю: 14 клубів, перший дивізіон
- Ліга Леумит: 16 клубів, другий дивізіон
- Ліга Алеф: 32 клуби (по 16 у лізі, ліга ліга Півночі і Півдня), третій дивізіон
- Ліга Бет: 64 клуби (по 16 у лізі, дві ліги Півночі і дві ліги Півдня), четвертий дивізіон
- Ліга Гімель: 114 клубів (від 11 до 16 клубів на лігу, вісім регіональних ліг), п'ятий дивізіон

## Кубки
В Ізраїлі проводиться Кубок Ізраїлю (він же Кубок Держави) і Кубок Тото (Кубок Ліги).

### Кубок Ізраїлю
Кубок Ізраїлю з футболу (івр. גביע המדינהגביע המדינה, Гвіа ха-Медіна) проводиться за олімпійською системою між усіма ізраїльськими клубами, клуби Прем'єр-ліги вступають у боротьбу на останніх раундах. Фінал проводиться на стадіоні «Рамат Ган», переможець отримує право грати в Лізі Європи УЄФА.

### Кубок Тото
Кубок Тото (івр. גביע הטוטוגביע הטוטו, Гвиа ха-Тото) розігрується в трьох різних дивізіонах, кращі команди після групового раунду виходять у вирішальні стадії. Фінал проводиться на стадіоні «Рамат Ган». Переможець не отримує привілеїв виступи в єврокубках.

## Право ігор в єврокубках
Найкращі команди чемпіонату Ізраїлю і переможець Кубка Ізраїлю виходять в єврокубки. Згідно рейтингу чемпіонатів УЄФА Ізраїль може делегувати одну команду в Лігу чемпіонів і три команди в Лігу Європи УЄФА (якщо вони пройдуть ліцензування УЄФА).
| Турнір              | Хто проходить                           | Примітки |
| ------------------- | --------------------------------------- | --- |
| Ліга чемпіонів УЄФА | Чемпіон країни                          | |
| Ліга чемпіонів УЄФА | Будь-який клуб, який виграв Лігу Європи | Автоматичне потрапляння клубу в Лігу чемпіонів не означає, що можна буде заявити в Лігу Європи 3 команди; їх буде заявлено тільки дві     |
| Ліга Європи УЄФА    | 2-е чи 3-тє місце чемпіонату країни     | У випадку, якщо клуб з 2-го або 3-го місця виграв Кубок Ізраїлю, місце в Лізі Європи віддається команді, що зайняла 4-е місце             |
| Ліга Європи УЄФА    | Володар Кубка Ізраїлю                   | У випадку, якщо переможець Кубка виграв чемпіонат і оформив «золотий дубль», місце в Лізі Європи віддається команді, що зайняла 4-е місце |

## Збірна Ізраїлю з футболу
Ізраїль був організатором Кубка Азії 1964 року, який і виграв. У 1970 році Ізраїль виступив на чемпіонаті світу 1970 року, відзначившись нічиєю 1:1 проти Швеції, гол забив Мордехай Шпіглер. Збірна Ізраїлю грала на олімпійських турнірах 1968 і 1976 років, виходячи в чвертьфінал. Найвищим досягненням збірної в рейтингу ФІФА вважається 15-е місце в листопаді 2008 року.
Збірна не грала на чемпіонатах Європи, а на чемпіонатах світу виступила тільки в 1970 році. Тим не менш, в активі команди є кілька важливих зустрічей. У 1968 та 1974 роках збірна Ізраїлю проводила матчі проти Ірану в Тегерані, які пройшли ще до Ісламської революції (обидва матчі програло 1:2 і 0:1). У 1993 році збірна Ізраїлю обіграла Францію в гостях, позбавивши французів шансів зіграти на чемпіонаті світу в США. У 1999 році Австрія була обіграна ізраїльтянами 5:0, що допомогло ізраїльтянам вийти в стикові матчі відбору на Євро-2000, а в 1998 році в Єрусалимі обіграла Аргентину 2:1.

## Історія

### Британський мандат в Палестині
В Палестині існували в основному британські та єврейські клуби, хоча були й арабські команди. У 1906 році був утворений клуб «Маккабі» у Тель-Авіві, пізніше однойменні клуби з'явилися в Єрусалимі, Петах-Тікві, Хайфі, Зіхрон-Яакові і Хадері. 24 квітня 1924 року з'явився клуб «Хапоель» (Хайфа). Пізніше вони вступили у Світову організацію «Маккабі» (першим був хайфський «Хапоель»). Пізніше «Хапоель» відокремився і створив свою однойменну трудову організацію, що призвело до утворення клубів «Хапоель» у Тель-Авіві, Єрусалимі, Герцлії та інших містах. В 1930-і і 1940-і роки з'явилися клуби «Бейтар» (створені правою ревізіоністської партією), «Еліцур» (партія «Ха-поель ха-мізрахі») і «Хакоах 09» (заснований колишніми гравцями віденського «Хакоаха»).
У лютому 1928 року відбулося перше Тель-Авівське дербі, в якому переміг «Маккабі» з рахунком 3:0. Це найстаріше футбольне дербі в історії Ізраїлю. У 1920-ті роки відбулися два перших кубкових змагання: одне було неофіційним кубком країни, в якому домінували команди британських військових; інше носило назву «Маген Шимшон», в ньому брали участь клуби товариства «Маккабі». У 1928 році пройшов Народний Кубок (пізніше Кубок Палестини і Кубок Ізраїлю), у фіналі грали «Хапоель» з Тель-Авіва і «Маккабі Хасмонеан» з Єрусалиму. Незважаючи на перемогу «Хапоеля» 2:0, він не отримав Кубок, оскільки «Маккабі» довів, що в складі тель-авівців був футболіст, який не мав права грати.
В 1932 році відбувся перший чемпіонат з участю дев'яти клубів, переміг клуб британської поліції, який виступав під керівництвом начальника поліції Шпайзера і першого голови футбольної асоціації. Чемпіонат був непостійним, з 1932 по 1947 роки було розіграно 10 титулів. Чотири перемоги в активі тель-авівського «Маккабі», п'ять — в активі тель-авівського «Хапоеля». У той же час під ім'ям збірної Палестини або збірної Ерец Ісраель змагалася сучасна ізраїльська команда, в якій грали лише етнічні євреї. Перша гра була відбором на чемпіонат світу 1934 року, в якій ізраїльтяни програли Єгипту 1:7 в Каїрі. Друга гра в Тель-Авіві також закінчилася поразкою ізраїльтян 1:4. У 1931 році спільна збірна євреїв Палестини і британців зіграла матч проти єгиптян.
Єврейські команди проводили різні турне з метою просування футболу в Підмандатній Палестині і сіоністського руху. Так, «Маккабі» з Хайфи провів матчі в США в 1927 році, «Маккабі Ерец Ісраель» — у 1939 році в Австралії, а в 1947 році тель-авівський «Хапоель» зіграв у США. У відповідь в Ізраїль приїжджали інші команди — віденський «Хакоах», будапештський МТК і сплітський «Хайдук».

### Після незалежності
Через 4 місяці після визнання незалежності Ізраїлю ізраїльська збірна провела на американському стадіоні «Поло Граундс» товариський матч зі збірною США, програвши 1:3. Перший гол за збірну у присутності 40 тисяч забив Шмуель Бен Дрор. У 1967 році Лігу чемпіонів АФК виграв тель-авівський «Хапоель» вперше у своїй історії, який в Кубку УЄФА 2001/02 дійшов до чвертьфіналу, вибивши попутно «Челсі», «Локомотив» (Москва) і «Парму».
У 1970-ті та 1980-ті роки титули в країні ділили тель-авівські «Маккабі» і «Хапоель», а також «Маккабі» з Нетанії. У середині 1980-х років хайфський «Маккабі» під керівництвом Шломо Шарфа вирвав двічі перемогу в чемпіонаті. У 1992 році хайфський «Маккабі» був викуплений бізнесменом Яковом Шахаром, що поклало початок купівлі клубів бізнесменами і масових грошових вливань. Ізраїльські гравці стали масово виїжджати в Європу, а в Ізраїль приїхало багато легіонерів. Провідними ізраїльськими легіонерами в чемпіонатах країн Європи і світу, які сяяли і в національній збірній Ізраїлю, стали Елі Охана, Мордехай Шпіглер, Жора Шпігель, Ронні Розенталь, Аві Коен, Еяль Беркович, Хаїм Ревіво, Дуду Ават, Йоссі Бенаюн, Таль Бен Хаїм, Елянів Барда і Бірам Каяль.
У 2000-ті роки 7 чемпіонатів з 11 були виграні хайфським «Маккабі», який виступав у Лізі чемпіонів УЄФА і Лізі Європи УЄФА. У груповому етапі Ліги чемпіонів грали: «Маккабі» Хайфа (2002/2003, 2009/2010), «Маккабі» Тель-Авів (2004/2005, 2015/2016) та «Хапоель» Тель-Авів (2010/2011).